# MP4/MTV Player
Um leitor de MP4/MTV (em inglês MP4/MTV player) é um aparelho genérico baseado em memória flash capaz de reproduzir arquivos digitais de áudio e vídeo. São um modelo de leitor MP3 S1, porém com capacidade de reproduzir vídeo. O nome do aparelho pouco tem a ver com o formato de contêiner MP4, tendo mais um apelo comercial ao se colocar como sucessor dos leitores de MP3. Os S1 MP3 Player, são fabricados em grande escala na China, e devido à sua proximidade e concorrência com os Apple Inc. iPod e o baixo custo, ganharam apelido de ChiPod nos Estados Unidos, iPobre e YoPuedo no Brasil.

## Recursos comuns

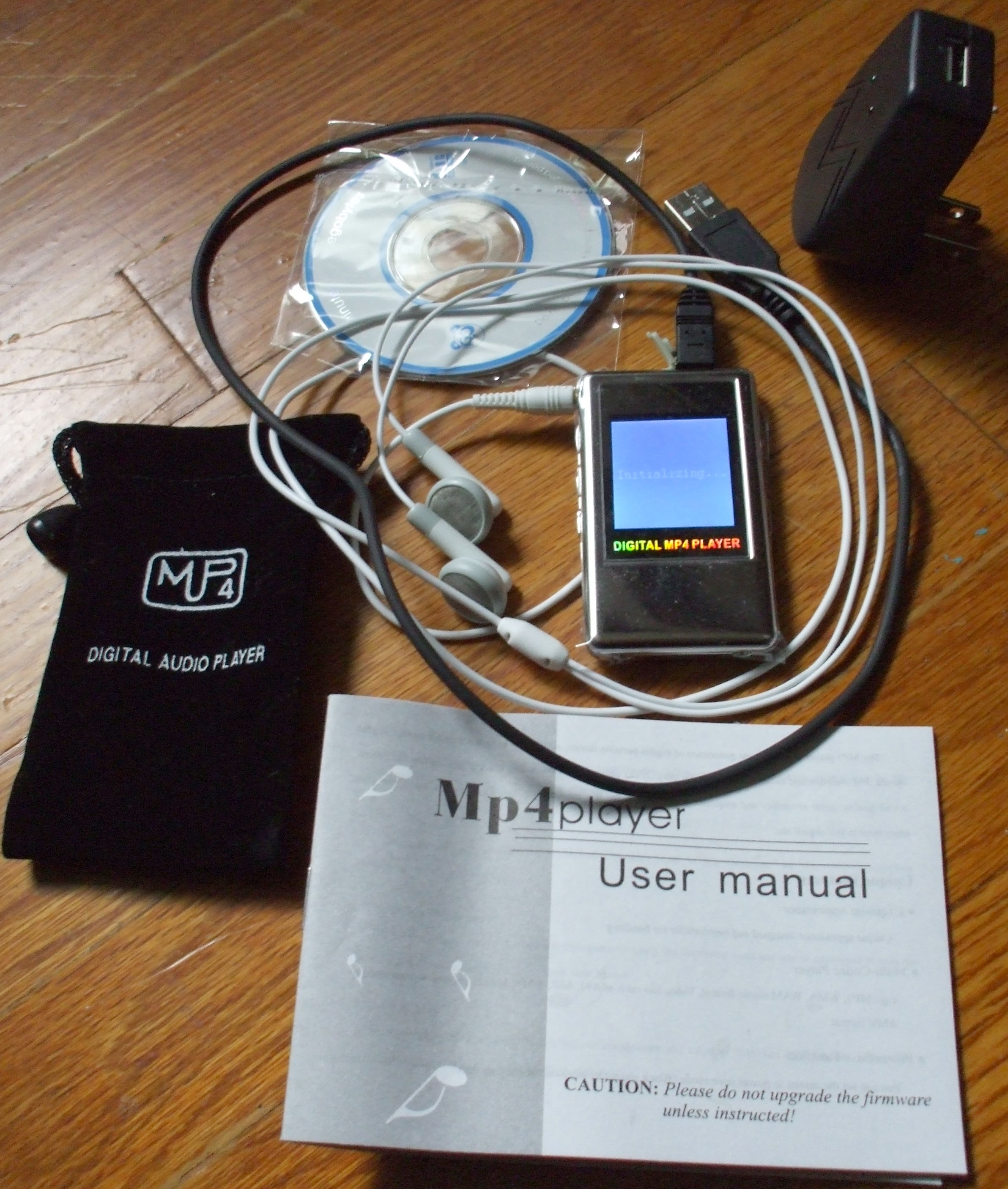
Itens que acompanham um MP4/MTV Player.

- Reprodução dos formatos de mídia citados.
- Rádio FM
- Gravador de rádio FM
- Gravador de áudio e reprodutor de áudio gravado
- Exibição de fotos em formato JPG, BMP e GIF
- Jogos simples, como Tetris
- Exibição de texto ASCII
- Função pen-drive

## Capacidade
Os modelos mais comuns de MP4/MTV Player têm memória entre 512MB e 2GB. Porém, existem modelos baseados em memória flash com até 8GB de capacidade e outros modelos de disco rígido que alcançam até a marca de 80GB. Na maioria dos aparelhos, esta memória também pode ser usada como pen drive, inclusive para formatos de áudio e vídeo não suportados. Entre os formatos suportados para vídeo estão AVI, MTV, AMV, ATV, SMV. Para áudio, os formatos suportados são MP1, MP2, MP3, ACT, WMA e WAV.

## Conectividade
A conexão dos players é multiplataforma realizada através de cabo USB que acompanha o produto. Ao conectar no computador, o hardware é identificado automaticamente por sistemas operacionais mais modernos. Para Windows 98 é necessária a instalação de drivers encontrados no mini-CD que acompanha o produto. Alguns aparelhos também acompanham um software para conversão de arquivos de vídeo para o produto. Este software pode ser baixado da internet caso necessário.

## Operação

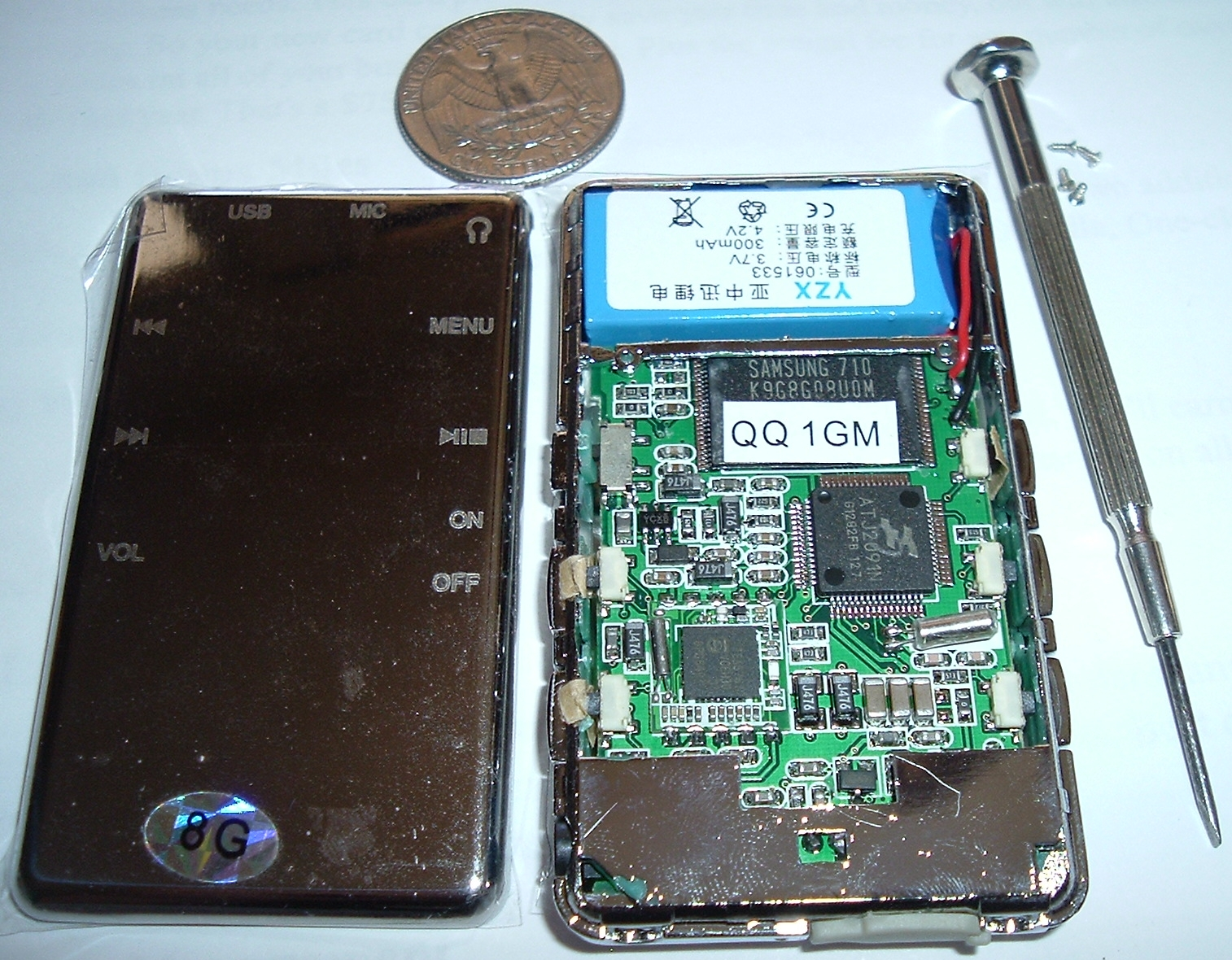
Interior de um MP4/MTV Player.

Utilizar o player é uma tarefa extremamente complicada, uma vez que são muitos botões executando ainda mais funções. Por exemplo, o botão play/pause também liga e desliga o aparelho e escolhe opções entre os menus. Em outros aparelhos, também encontra-se um tipo de micro-alavanca parecido à dos joysticks mais antigos que pode se mover em qualquer direção e escolher opções, suprindo a função de muitos botões.

## Atualização defirmware
Nos manuais de instrução dos aparelhos, é comum encontrar informações sobre atualização do Firmware. Nos manuais, diz-se que a atualização pode ser baixada de um determinado site. Porém, ao acessar, nenhuma página é encontrada. Quando a página dita está disponível, não há softwares especificados para cada tipo de aparelho, gerando uma grande confusão. É geralmente considerada uma má ideia atualizar o firmware padrão uma vez que o suporte dado pelo fabricante pode ser anulado e o aparelho se torna inútil até mesmo para função de pen drive.